# Charles Prestwich Scott
Charles Prestwich Scott (ur. 26 października 1846, zm. 1 stycznia 1932) – zwykle cytowany jako C. P. Scott, brytyjski wydawca, dziennikarz i polityk. Urodzony w Bath, Somerset, był redaktorem naczelnym Manchester Guardian (obecnie The Guardian) od 1872 do 1929 i jego właścicielem od 1907 aż do swojej śmierci. Był także posłem do Parlamentu w latach 1895-1906.

## Życiorys

### Wczesne lata
Studiował w Hove House i Clapham Grammar School Po ich ukończeniu udał się do Corpus Christi College w Oksfordzie.  Podczas pobytu w Oksfordzie jego kuzyn John Taylor, który kierował londyńskim biurem Manchester Guardian, zdecydował, że gazeta potrzebuje redaktora z Manchesteru i zaoferowała Scottowi stanowisko. Scott już cieszył się rodzinnym związkiem z gazetą; jego założyciel, John Edward Taylor, był jego wujem, a w chwili jego narodzin ojciec Scotta, Russell Scott, był jej właścicielem, chociaż później sprzedał go synom Taylora zgodnie z warunkami jego testamentu. Przyjmując ofertę, Scott dołączył do gazety jako wydawca w Londynie w lutym 1871 roku i został jej redaktorem 1 stycznia 1872 roku.